# 2011年9月中國大陸
- 9月1日，参与立法的专家称《刑诉法》允许“秘密拘捕”已获最高法、最高检、公安部、司法部、国家安全部领导和党组织的同意，不用吸收没道理的公众争议。[1]
- 9月4日，QS世界大学排名发布，中华区15所大学入选前300，大陆7所，均居前200；香港5所，台湾3所。入选前100有6所：港中文和港科大分居第36、40位，北大和清华分居第46、47位，台大和复旦分居87、91位[2][3]。
- 9月7日，胡润百富榜发布，三一集团董事长梁稳根以财富700亿元首博中国首富排名[4]。
- 9月9日，湖南邵阳县发生沉船事故，12遇难，除3名成年人外，其余9名遇难者均系留守儿童。
- 9月14日，除了央视，台湾艺人从主要电视台节目里消失，国台办回应称广电总局的规定（“一般不得聘请港澳台人员参与广播节目的制作”）并没有被修改。[5]
- 9月16日，经过3个月的鏖战，2011年快乐女声总决赛落幕，21岁的云南保山女孩段林希获得冠军，洪辰、刘忻别获第二、三名[6][7][8][9]。
- 9月16日，广州日报报道：广东省拟对部分地级市城区进行区划改革试点，或撤街道，实行“市—区—社区”“二级政府、三级管理”新体制；或撤市辖区，实行“市—街道—社区”“一级政府、三级管理”新体制[10]。
- 9月16日，河南伊川男子赵志斐独自游北京，误作“进京上访”被遣返（洛阳赵志斐事件），打伤弃于洛阳街市昏迷不醒[11][12][13]。
- 9月17日，受大雨影响，陕西西安灞桥区连续发生山体滑坡，共计造成32人遇难，5人受伤[14]。
- 9月17日，河北省石家庄电视台被称“放大扭曲道德观”，遭“停播30日”处罚[15]。
- 9月18日，扬子晚报综合报道，江苏有骗子以招工为名，有多名年轻人被骗迷昏后摘肾，徐州有乡镇卫生院参与非法摘肾[16][17]。
- 9月19日，在农业部委派专家组成员现场监督验收下，袁隆平百亩超级杂交水稻亩产破900公斤，达到926.6公斤[18][19][20]。
- 9月20日，帕米尔高原区域中国与塔吉克新划国界完成交接，塔方实际控制下的1,158平方公里土地划归中方[21][22][23]。
- 9月20日，秋季洪涝灾害，11个省189个县（市）2,340个乡（镇）1,123万人受灾，因灾死亡97人、失踪21人[24][25]。
- 9月22日，记者揭露性奴案（洛阳性奴案）被指“国家机密”：河南洛阳景福苑小区6年轻女子被囚地窖当性奴，2人被杀[26][27][28][29][30]。
- 9月22日，北京九歌国际拍卖公司将中央美院学生习作伪作徐悲鸿真迹拍出7,280万元天价（真假徐悲鸿油画事件）遭同学联名揭露[31]。
- 9月21日，河北馆陶县29岁县长闫宁工作12年九度换岗、升迁（馆陶闫宁事件），顺畅官场仕途广招公众关注，疑有强大后台做保障[32][33]。
- 9月23日，9年前枪决死囚惊奇“复活”（唐建敏冒名死囚事件），冒名顶替牵出离奇案中案[34][35]。
- 9月23日：中国启动境外烈士墓地保护工作，由中共中央协调、军方等参与[36]。
- 9月24日，网友揭露浙江省国税局购买豪华游艇（国瑞号游艇事件），官方回应作流动办税船[37][38][39]。
- 9月25日，深圳西站开往合肥的K256次列车，发生殴打乘客致死事件（K256殴打乘客致死案），20名乘客联名签名按手印作证[40]。
- 9月27日，14点时51分，上海地铁10号线发生列车追尾事故，无人员死亡[41][42][43]。
- 9月27日，非法开工的胶济高速噪音公害震裂房屋，民众上访，中央环保部3年叫不停，现已违法运行数月[44][45]
- 9月27日，云南龙陵发现安徽阜阳中流村（今颍东口孜镇枣园村李庄）人——抗战将士李从海之墓，墓主身份已获阜阳方面确认[46][47]。
- 9月28日，浙江温州爆出多起高利贷失踪案（温州民间借贷危机），永嘉刘某施某集资13亿，八成债主为当地公务员[48]。
- 9月28日，市场充斥经含有焦亚硫酸钠化学成分的药水浸泡“水洗姜”，云南省查出每天上百吨流入市场[49]。
- 9月29日，21时16分，“天宫一号”于酒泉卫星发射中心顺利升空进入预订轨道[50][51]。
- 9月29日，教育部特聘专家、浙江杭州高级教师因版权争议获刑6年引关注（郑子罕著作权案）[52]。
- 9月30日，人民币兑美元汇率中间价破6.36，达到6.3549；2005年以来累计升值30.91%[53][54][54]。
- 9月30日，缅甸搁置中电投资密松水电站合作项目[55]。
- 9月30日，由9名浙沪游客与5名当地高山协作与背夫组成的14人登山团队进入四川阿坝四姑娘山“失踪13日”后于10月13日平安出山，其违规行为面临处罚[56][57][58]。

## 9月30日
- 人民币兑美元汇率中间价破6.36，达到6.3549；2005年以来累计升值30.91%[53][54][54]。
- 由9名浙沪游客与5名当地高山协作与背夫组成的14人登山团队进入四川阿坝四姑娘山“失踪13日”后于10月13日平安出山，其违规行为面临处罚[56][57][58]。
- 缅甸搁置中国电力投资密松水电站中缅合作项目[55]。
- 亿万富翁——湖北京山恒达事业有限公司老板顾中发失踪数日10月9日遗体被发现，警方介入调查[59]。
- 河北邯郸公布5月1日以来4起摩托车“醉驾入刑”案[60]。
- 海南陵水黎安滨海开发区一男子4次强迫种植户低价出售西瓜被判有罪获刑1年[61]。
- 山西大同举行云冈石窟建窟1600年庆典[62]。
- 位于江苏南京的东南大学教授、博士生导师陈某因与邻居停车纠纷，互殴后猝死[63]。
- 广东海丰县一年轻夫妇遭生意伙伴枪杀，枪杀后账户转走300多万元，疑犯被抓获[64]。
- 为期5天的第四届中原性文化节于河南郑州开幕，著名学者李银河与会[65][66]。
- 中国铁路动车组列车，全面启用网络售票服务[67][68]。
- 广州日报报道，被判入狱10年的广东省原江门市副市长林崇中，通过买通河源市看守所长等5人，堂而皇之“保外就医”一年多[69]。

## 9月29日

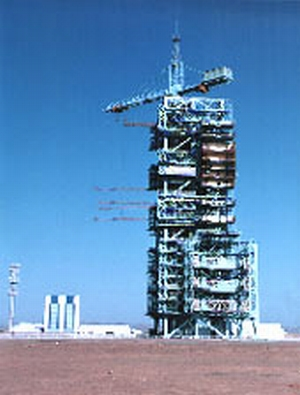
中国酒泉卫星发射中心

- 云南省发布通告，犯案在逃人员2011年底前自首可减轻处罚[70][71]。
- 云南省昭通市，李昌奎案案犯李昌奎被执行死刑。
- 21时16分，“天宫一号”于酒泉卫星发射中心顺利升空进入预订轨道[50][51]。
- 北京市西城区阜成门外第一小学四年级三班30多名学生遭强悍插班生欺负集体逃学[72]。
- 14时许，河北省邯郸市京珠高速连接线突发交通事故，宝马车连撞数车致伤6人逃逸[73]。
- 中国青年报报道：杭州市教育局侵占剥夺个人知识产权，教育部特聘专家、浙江杭州高级教师郑子罕著作权被单位侵占反被判刑6年遭关注（郑子罕著作权案）[52]。
- 潇湘晨报报道：湖南长沙作出规定，拆迁补偿未获半数以上拆迁户同意，需要举行听证会[74]。
- 大河报报道：河南郑州出现靠受害者生存的公司，钱包失窃向招领公司付费即可获取[75]。
- 中国青年报报道：奖励决定合法不合理，河南洛阳市民任乐亮3次举报逃税获1元奖励[76]。
- 性学家发博文，盛世中国不可无“名妓”[77]。
- 19时15分左右，位于湖南常宁盐湖镇小湖村七一煤矿发生瓦斯爆炸，7人遇难[78]。

## 9月28日
- 浙江杭州一男子化名在微博伤发表性工作者日记，被杭州公安局网监查获并行政处罚。[79]
- 邵阳计划生育当局被指贩卖婴儿事件后续：邵阳调查组称未发现买卖弃婴行为，对12名责任人给予开除党籍、撤销职务处分[80]。
- 浙江在线（今日早报）惊爆比毒品更暴利的行业：珠宝玉器商行失窃案牵出惊天秘密，进价货值4.5万元的珠宝标出68万元天价，高达14倍暴利[81]。
- 恶司机殴打强迫签协议，陕西西安47岁女子梁丽遭车祸，铜川守护神安防公司（陕B-DK536）肇事司机殴打强迫签协议不许报警[82]。
- 浙江温州爆出多起高利贷失踪案（温州高利贷失踪案），永嘉刘某施某集资13亿，八成债主为当地公务员[48]。
- 泱泱大国人才辈出：初中毕业早早进入工作岗位。江西公开选拔的井冈山美女副市长杨春霞遭质疑[83]。
- 浙江2010年财政年度查出违规资金36.37亿元，涉及4,235个单位[84]。
- 湖南省于炎陵县举行炎帝神农氏祭拜典礼[85]。
- 市场充斥经含有焦亚硫酸钠化学成分的药水浸泡“水洗姜”，云南省查出每天上百吨流入市场[49]。
- 甘肃问题高速公路耗资逾87亿元，承建单位为国有企业[86]。
- 广西梧州交通干线桂江一桥一年整修，路面惊现裂缝[87][88]。
- 大陆联手台湾警方，与东盟8国合作，摧毁两大跨境电信诈骗犯罪团伙[89]。
- 最高法、最高检、公安部、司法部4部门近日联合下发通告，敦促在逃通缉犯投案自首。在今年12月1日前投案自首并如实供述，可减免处罚。[90]
- 新华社否认解放军装甲车在重庆市撞死4人，称本月25日装甲车在闹市造成多死多伤乃试验时“操作失误”。[91][92]
- 监狱“临时工”为逃犯。河南登封卢店镇砦沟村人王治家负罪潜逃10年，于安徽利辛看守所被擒时穿着警服[93]。

## 9月27日
- 14点时51分，上海地铁10号线豫园站至老西门站下行区段发生列车追尾，约20人伤情较重，无死亡报道[41][42][43]。
- 知名记者、老兵回家发起人孙春龙微博发文，云南龙陵腊勐镇背后山发现安徽阜阳中流村（中流堡）人（今阜阳颍东口孜镇枣园村李庄）——抗战将士李从海之墓，身份已获阜阳当局确认[46][47]。
- 云南省大幅度提高了见义勇为奖金额度[94]。
- 浙江宁波鄞州区石碶街道联丰村遭遇“强制拆迁”，两人被砍伤[95]。
- 日本与菲律宾强调战略合作，共同开发南海资源迁制中国[96]。
- 广东原茂名市公安局长倪俊雄疯狂卖官，利用提拔机会收受干警红包礼金200多万元[97]。
- 河北省易县县城朝阳东路尚未投入使用的路灯被拆换，引质疑[98]。
- 中国新闻网报道：浙江省杭州中级法院拍卖商铺遭质疑，业主大张横幅以示抗议[99]。
- 华声在线刊载网友爆料，秋汛刚过，四川渠县流溪乡政府派发救援物质，要求灾民先缴纳50元照相取证费，回复不知情[100]。
- 京华时报报道：国家级贫困县陕西宁陕县学前教育免费，推行从幼儿园到高中的15年免费教育[101]。
- 中国新闻网报道：三峡大坝库区建“水面漂浮物工业化处理生产线”，产品为水泥生产替代燃料[102]。
- 第一財經日報報導，今年在江西贛州當地盜採、私賣稀土嚴重，不法獲利驚人，光2011年上半年，就出現至少100個億萬富翁。2011年1~6月，江西省稀土礦產品類產量為5,196噸，銷售量為4,805噸，但是其總生產稀土氧化物卻高達 1,1820噸。[103]
- 胶济铁路制造噪音公害，周边居民房屋开裂。经过环保部对铁路公司2次下达停运指令，《人民日报》曝光后，现在已经违法运行4个月。[104]
- 晚7时15分许，北京太平街与陶然亭路交会处附近，一过路女子被警车撞倒后连遭货车碾压，当场死亡[105]。
- 中国日报网报道，湖南怀化职业技术学院贫困大学生童雪飞身患绝症——急性髓系白血病，获得社会热心人士捐证41万余元治疗费[106]。
- 湖南双峰县永丰镇石坪村1岁9个月的留守女童小梦满身爬满蛆虫，在去世7日的奶奶怀中奄奄一息获救。县委书记称政府有责任，该县已开展对县域所有留守儿童和空巢老人摸底造册[107]。

## 9月26日
- 云南爆巨贪，云南楚雄州吸毒州长杨红卫妻子换几茬、情人数十人；仅5年时间就收受贿赂1,000余万元，另有巨额财产来源不明；已查明云南境内有房产17处，澳洲墨尔本有房产6处[108]。
- 河北省泊头市西辛店乡秦村，男子怀疑妻子不忠，连续杀害9人被擒获[109]。
- 北京市顺义区原财政局长马万林受贿295万元，一审被判7年有期徒刑[110]。
- 工信部宣布，电话用户总数达到12.29亿户，其中移动电话总量达到94,008.5万户[111]。
- 朝鲜内阁总理崔永林上午抵达北京，进行为期5天的中国访问之行[112]。
- 南方日报报道，职业病防治法定主体缺失，尘肺病人维权步履艰难。湖南耒阳一乡镇146名曾在深圳务工农民工查出尘肺病，24人已病故[113][114]。
- 中国广播网报道：国家级贫困县湖南新化县将水利建设资金挪作捐款，用于修建寺庙[115]。
- 早晨6点50分左右，山西省灵石县两渡镇（冷泉村）一送学生上学微型车与大货车相撞，造成5名学生遇难，另有4人重伤，三人轻伤[116]。
- 《天府早报》报道：贵州省锦屏县县委常委、副县长尤成华之女尤异希，经常购买奢侈品（尤异希事件），出手少则数千，多则上万元[117][118][119]。
- 中印战略经济对话首次会议将于北京举行[120]。
- 陕西高陵一小学10岁男童，因遭老师和家长责备后跳楼自杀身亡[121]。

## 9月25日

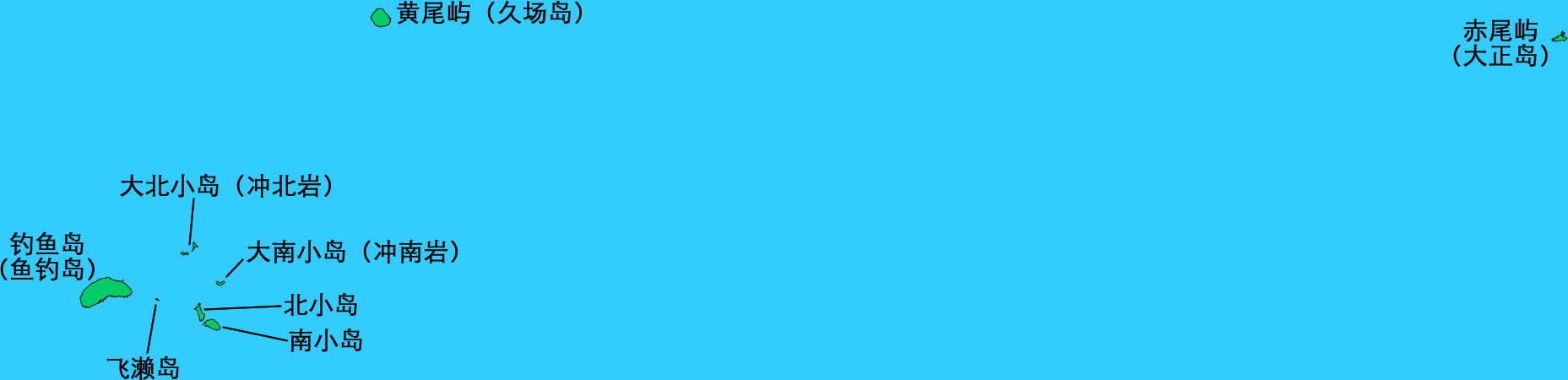
中日争议岛屿钓鱼岛及其附近海域

- 傍晚5点55分左右，中国海洋调查船巡航钓鱼岛海域，日本出动飞机警告[116]。
- 深圳西站开往合肥的K256次列车，发生殴打乘客致死事件（K256殴打乘客致死案），20名乘客联名按手印作证[40]。
- 浙江瑞安塘下中学，因校方对“偷窥”问题处理不善引发学生群殴[122]。
- 铁路旅客火车票退票费下调。新的退票费规定：开车前退票费由之前的按每张车票面额的20%计收下调至5%；最低退票费为2元[123]。
- 监察部、国土资源部、住房和城乡建设部、国务院纠风办等四部调查处理吉林长春等地上半年强拆伤亡案，31人移交司法机关刑事处罚；长春市长公开向市民道歉[124][125][126]。
- 工人日报报道：各地政府驻京办撤而未消，变身为“驻京联络处”[127]。
- 湖南岳阳月田镇杨林村山脚组19岁小伙万洲，广州南沙区\\横沥镇凤凰三桥桥墩施工基地水中救人牺牲获30万元见义勇为奖[128]。
- 山西太原晋源区晋祠镇赤桥村，野猪频繁出没啃食庄稼[129]。

## 9月24日
- 灭绝人性，江西省兴国县潋江镇一男子罗某强奸13岁女儿近两年[130]。
- 新华网-瞭望报道：河南、湖北、广西等地新建房屋陆续出现重大质量隐患或成危房，中国内地多地出现“粉末砖头”豆腐渣工程，新建房屋成危房[131]。
- 河北邢台医院买卖尸体配“阴婚”，公安局副局长回应称记者外行。[132]
- 秋季洪涝基本结束，国家防总终止了防汛Ⅲ级应急响应[36]。
- 网友揭露浙江省国税局使用豪华游艇（国瑞号游艇事件），官方回应作流动办税船[37][38][39]。
- 15时19分，位于云南省曲靖市麒麟区东山镇新村的云维集团祠堂坡煤矿发生顶板事故，5死2伤[133]。
- 外交部长杨洁篪指出，中国在半个多月内两次宣布提供紧急粮食援助和粮援现汇，总额共计4.432亿元人民币，这是中华人民共和国成立以来对外提供的最大一笔粮食援助[134]。
- 5时38分，云南省德宏傣族景颇族自治州芒市发生里氏3.4级地震，震源深度15公里[135]。
- 12时08分，新疆于田、民丰交界处（北纬36.3°，东经82.5°）发生里氏3.7级地震，震源深度7公里[136]。
- 0时36分，内地接受韩国造血干细胞捐献移植第一人——韩国80后青年捐献的214毫升造血干细胞于中南大学湘雅医院输入湖南白血病患者体内[137]。
- 重庆数名涉案盗窃敬老院的案犯被判有罪[138]。

## 9月23日
- 江苏人大常委会通过《江苏省信息化条例》于2012年1月1日起施行，对买卖个人信息最高罚款50万元[139][140][141]。
- 广东省陆丰市一连两天发生骚乱，当地数千村民怀疑因征地纠纷，包围市政府和派出所，引发警民冲突。[142]
- 2002年6月6日遭枪决的死囚—河南农民唐建敏执行死刑后“复活”（唐建敏事件），冒名顶替牵出离奇案中案[34][35]。
- 山东德州市人民医院三名医护人员涉嫌参与人体器官肾脏买卖落网[143]。
- 今起香港统一向公立和私家医院发放具有防伪特征的内地孕妇“预约分娩服务确认书”，内地孕妇在港分娩须预约；2012年全港医院只接受约3.5万名内地孕妇分娩，其中公立医院限收3400名，私立医院限收3.1万名[144]。
- 山西省临汾市纪委书记沈庆华将“档案年龄”改小了5岁被曝光[145]。
- 长城网报道：河北省隆化县郭家屯镇漠河沟村逾八旬的李瑞德、任淑兰老夫妻为任华南烈士义务守墓64载[146]。
- 近两百罐假冒港版奶粉流入内地市场，广东深圳警方介入调查[147]。
- 东南网报道：浙江省连城县隔川乡竹叶山村（梯云书院）黄富珍老太19年靠乞讨拾荒养活4名女弃婴[148]。
- 京华时报报道：北京市平谷区金海湖镇金海湖湖区（4A景区）违规兴建高尔夫球场和别墅遭揭露，开发商礼单曝光[149]。
- 新民网报道：中国军队出境作战在朝鲜（韩国）、越南、老挝、缅甸、印度等地留有墓地，中国启动境外烈士墓地保护工作，由中央协调军方等参与[36]。
- 晚22时27分，上海市浦东新区高桥炼油厂（高桥石化）一高塔状的炼油装置起火，无人员伤亡。该企业曾于2010年发生燃爆事故，当时事故导致7名工人受伤[150][151][152]
- 欧亚经济论坛于陕西省西安市开幕，李长春出席[153][154][155]。
- 大谈廉政者原来是巨贪，海南省原海口市国土局原局长林明勇收受巨额贿赂被司法机关立案查处[156]。
- 四川成都双楠小区90岁老汉购七星彩11111期2注中头奖，总金额867万元，成为四川体彩年龄最大的“幸运爷”[138]。
- 中国中医科学院研究员屠呦呦因发现青蒿素获拉斯克奖，成为首获此奖的中国科学家[157]。
- 零时34分，四川康定县5男子劫持过路女子，恰逢县政法委副书记搭救幸免于难，色狼被擒面临强奸未遂刑事处罚[158]。

## 9月22日

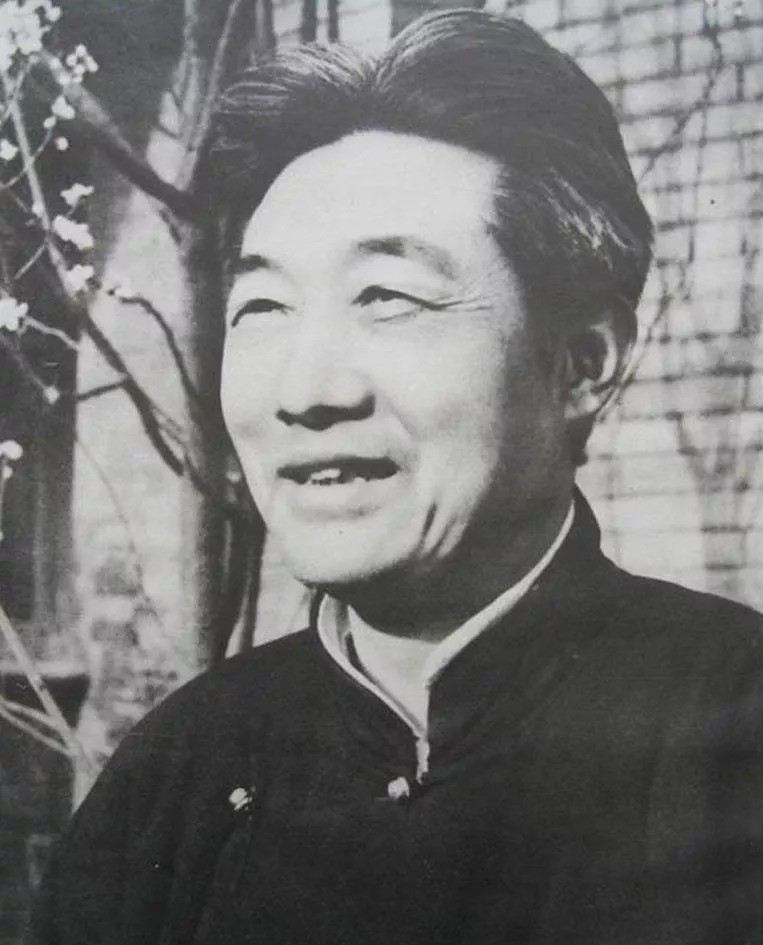
中国现代美术奠基者徐悲鸿

- 记者揭露性奴案（洛阳性奴案）被指“国家机密”：河南洛阳景福苑小区6年轻女子被囚地窖当性奴，2人被杀[26][27][28][29][30]。
- 湖南茶陵县八团乡梯垅村周某掐死母亲，伪造触电骗取赔偿筹钱建房[159]。
- 暴力强拆，以命抗争，辽宁省抚顺市新抚区中心大街拆迁区，未签署任何拆迁补偿协议，一老人拎汽油举国旗对抗“强制拆迁”[160]。
- 拍卖行业职业道德沦丧，专家指鹿为马。北京九歌国际拍卖公司将中央美院学生习作作徐悲鸿真迹拍出7,280万元天价（真假徐悲鸿油画事件）遭同学联名揭露[31]。
- 143个城市同时开展“无车日”活动[161]。
- 我国不再禁止服刑者同性恋，改成干预“外化”同性恋。[162]（参见：不问，不说）
- 香港《成报》发表社论，内地流传“旅游注意事项”，清单包括50项在内地旅游业“不要做的事”，指出内地旅游业宰客，无疑是杀鸡取卵与自杀行为。与香港有关的，包括不要随香港导游购买名表、不要在沙头角中英街购物等[163][164]。

## 9月21日
- 河北省馆陶县29岁县长闫宁12年工作九次换岗升迁（馆陶闫宁事件），官场坦途广招公众关注，疑有强大后台在保障[32][33]。
- 晚上，湖北省武汉协和医院爆严重医患冲突，多人受伤；警方介入调查[165][166]。
- 政府公信问题，公众热议三大考试泄题：注册会计师考试、医师资格考试和司法考试泄题，到了非整治不可的地步[167][168]。
- 人民日报揭露云南体育比赛丧失政府公信力，年龄造假、外行当裁判、男子戴假发冒充女子参赛[169]。
- 月球探测卫星“嫦娥二号”从距离地球172万公里的外太空成功传回首批科学探测数据[170]。
- 上午9时40分许，湖南长沙开福区一靠低保过生活的黄姓居民，因申请廉租房以无配偶为由遭拒绝，于水风井长沙市二手房交易中心大楼7楼寻短见获救[171]。
- 献髓救母徐州少年邵帅当选江苏省道德模范[172][173]。
- 北京首都国际机场餐饮发展有限公司运行管理部主管关福国为法院官员走私名表，律师称情有可原[174]。
- 羽毛球名将鲍春来退役[175]。
- 辽宁抚顺再现无公告暴力强拆。老人楼顶举国旗对抗。[176]

## 9月20日

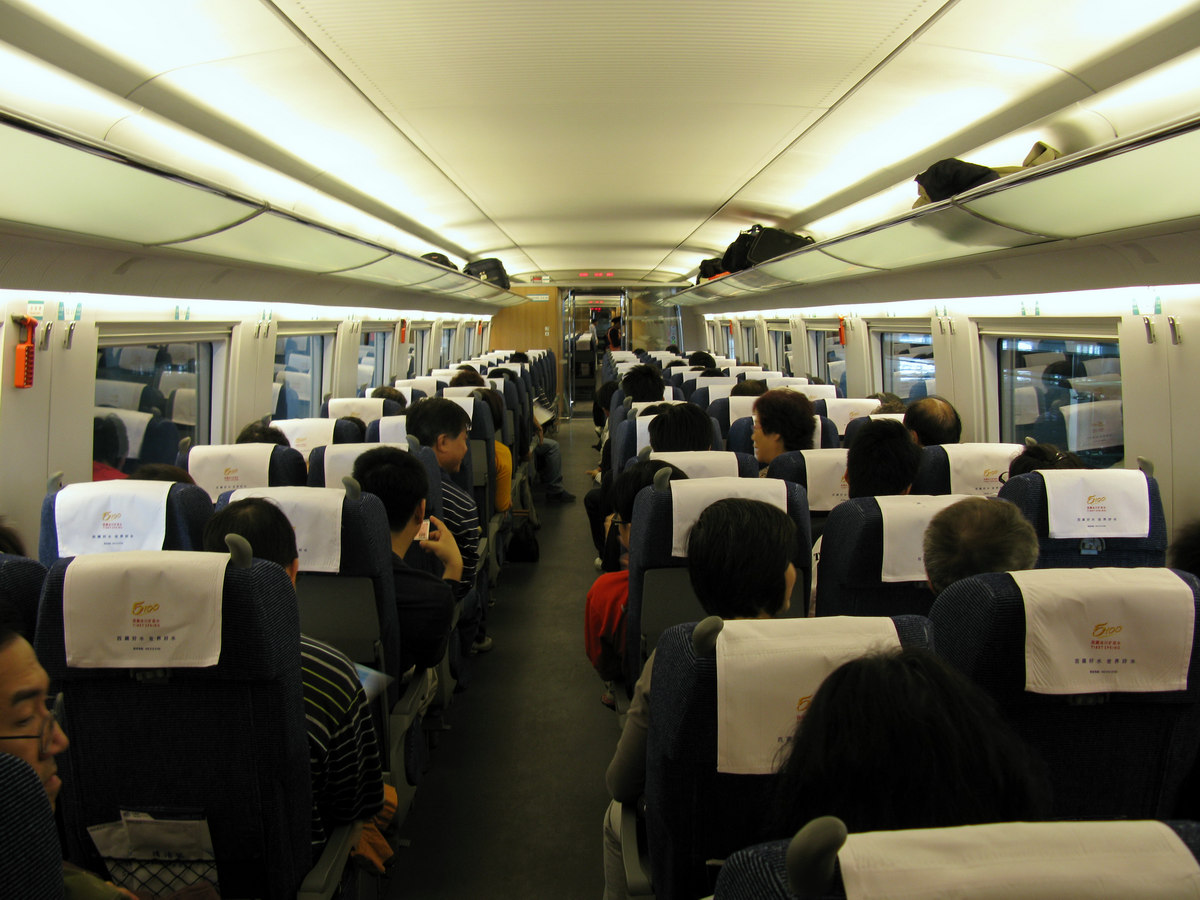
武广高铁车厢

- 中国与塔吉克新划国界完成交接，塔方实际控制下的1,158平方公里土地划归中方[21][22][23]。
- 北京大学保安大队17年来走出300多名大学生，保安大队给予鼓励和方便[177]。
- 因“涉嫌经济犯罪”的中国民营石油第一人、天颐科技湖北天发实业集团有限公司董事长龚家龙出狱3年后被判无罪[178]。
- 由印度政府青年事务部门官员、青年组织负责人、社会工作者、青年企业家、大学生和农村青年代表组成组成的印度青年代表团今起访华[179][180]。
- 郑西客专、武广客专动车组列车，启动网络售票服务[68]。
- 第七届泛珠三角区域合作与发展论坛大会于江西省南昌市开幕[181]。
- 新快报报道一名于2002年已被验明正身、执行枪决的“死囚”，目前在北京打工。[182]
- 媒体报道温州7·23动车事故调查报告出台时间成谜，针对有关质疑，安监总局表示事故调查报告没有时间表。[183]
- 美国贸易代表办公室发布公告，将中国对美国产白羽肉鸡采取的反倾销、反补贴“双反”措施诉诸世贸组织[184]。
- 下午，重庆市嘉陵江洪峰过境，二餐饮船相撞，2名失踪，其余被救[185][186]。
- 黑龙江省肇源县公安局拖欠工程款300万元遭上访举报。当局对讨债人实行强制措施，称其“不配有人权”。[187]
- 教育部公布，2012年中国内地公派留学规模16,000人[188][189]。

## 9月19日

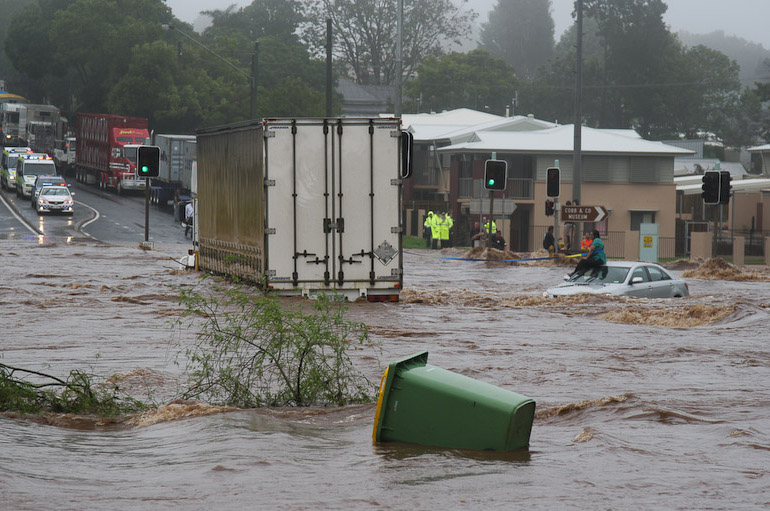
洪水的威力

- 通讯中断求救不畅，居于四川省平昌县涵水镇家人与乡亲遭洪水围困，北京打工仔张大胜求助北京传媒记者发微博获救[190][191][192]。
- 在农业部委派专家组成员现场监督验收下，袁隆平在湖南省隆回县羊古坳乡雷峰村百亩超级杂交水稻亩产破900公斤，达到926.6公斤[18][19][20]。
- 16时前，长江三峡大坝将泄水流量增加至每秒2.1万立方米，迎接年内出现的最大洪峰[193]。
- 新华网报道：新疆喀什地区发现总面积1296平方公里大型水源地，符合饮用水标准，日可采水量31.41万立方米，可满足百万人口生活用水需求[194]。
- 前身为“乌鲁木齐边防干部训练大队”的“解放军乌鲁木齐民族干部学院”正式成立[195]。
- 湖南省长沙市气温骤降，17日下午2点气温32℃左右，18日下午2点气温18℃，19日为14—17℃[196]。
- 因持续强降雨引发的川陕豫三省洪涝灾害，已证实导致40人死亡，另有23人失踪。其中四川巴中市13人死亡10人失踪，重灾区南江县6人死亡9人失踪，通江县5人死亡1人失踪[197][198]。
- 中共厦门市委干预司法公正。中国青年报报道，福建省厦门市委2010年5月12日召开专会，作出对法院强制执行裁决“延缓执行”的决定，2004年法院裁决至今未能执行[199]。
- 晚上7时50分许，浙江甬台温高速公路乐清市境内（清江服务区附近）发生客车侧翻事故，14人受伤[200][201]。
- 检察日报报道一没有精神病的金店老板被妻子强送精神病院并转移财产，且曾遭殴打。虽有鉴定结果，警方不予立案，称无犯罪事实。专家表示，法律存空白[202]。
- 凌晨1时许，洛阳电视台新闻部记者李翔遇害身亡，疑与其调查地沟油有关，2凶手被擒获[203][204][205]。
- 浙江省温州市龙湾区瑶溪街道河滨社区服务中心称压力大暂停上班（19-20日），被指史上最搞笑理由[206]。

## 9月18日

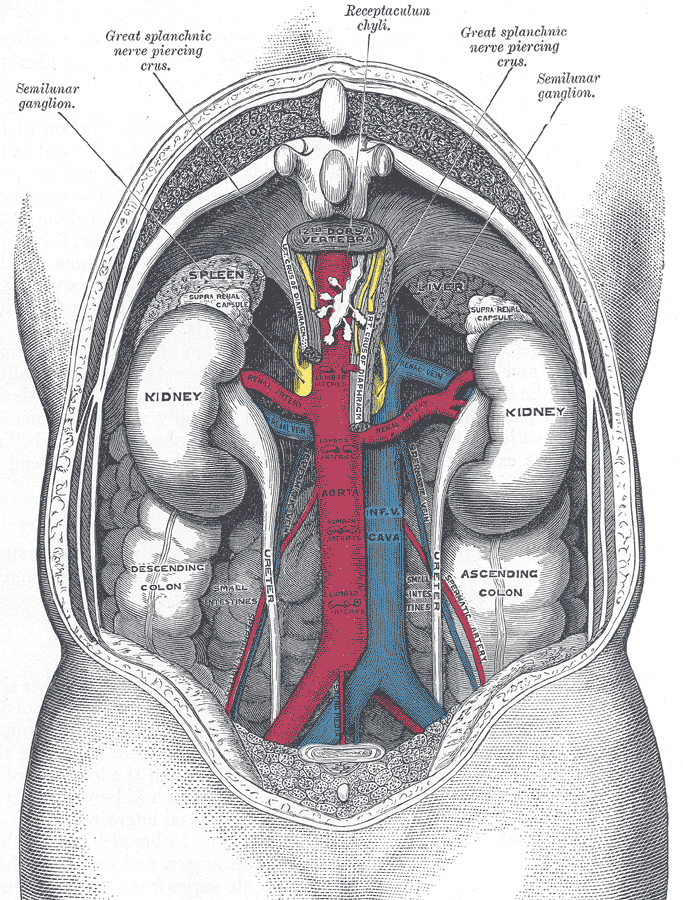
人体肾脏位置

- 扬子晚报综合报道，江苏有骗子以招工为名，有多名年轻人被骗迷昏后摘肾，徐州有乡镇卫生院参与非法摘肾[16][17]。
- 东北三省鸣响防空警报，纪念九一八事变。
- 山西省和顺县全境及周边左权、昔阳等县出现当地有气象记载以来最大最早的一次降雪[207]。
- 四川省达州市遭遇特大洪涝灾害，截止9月19日12时，全市6个县市区紧急转移安置27.2万人，倒塌房屋12,212间，倒塌居民住房11,324间4,453户，房屋受损41,311间；湖北汉江出现20年一遇秋季洪水[208][209]。
- 因连续强降雨，四川省南江县发生大面积山体滑坡，滑坡量达500多万方，9人失踪[210]。
- 浙江省瑞安市一艘摩托艇于下午1时许离开铜盘山岛后遇险失踪，次日（19日）早7时2人获救，另有5人下落不明[211]。

## 9月17日

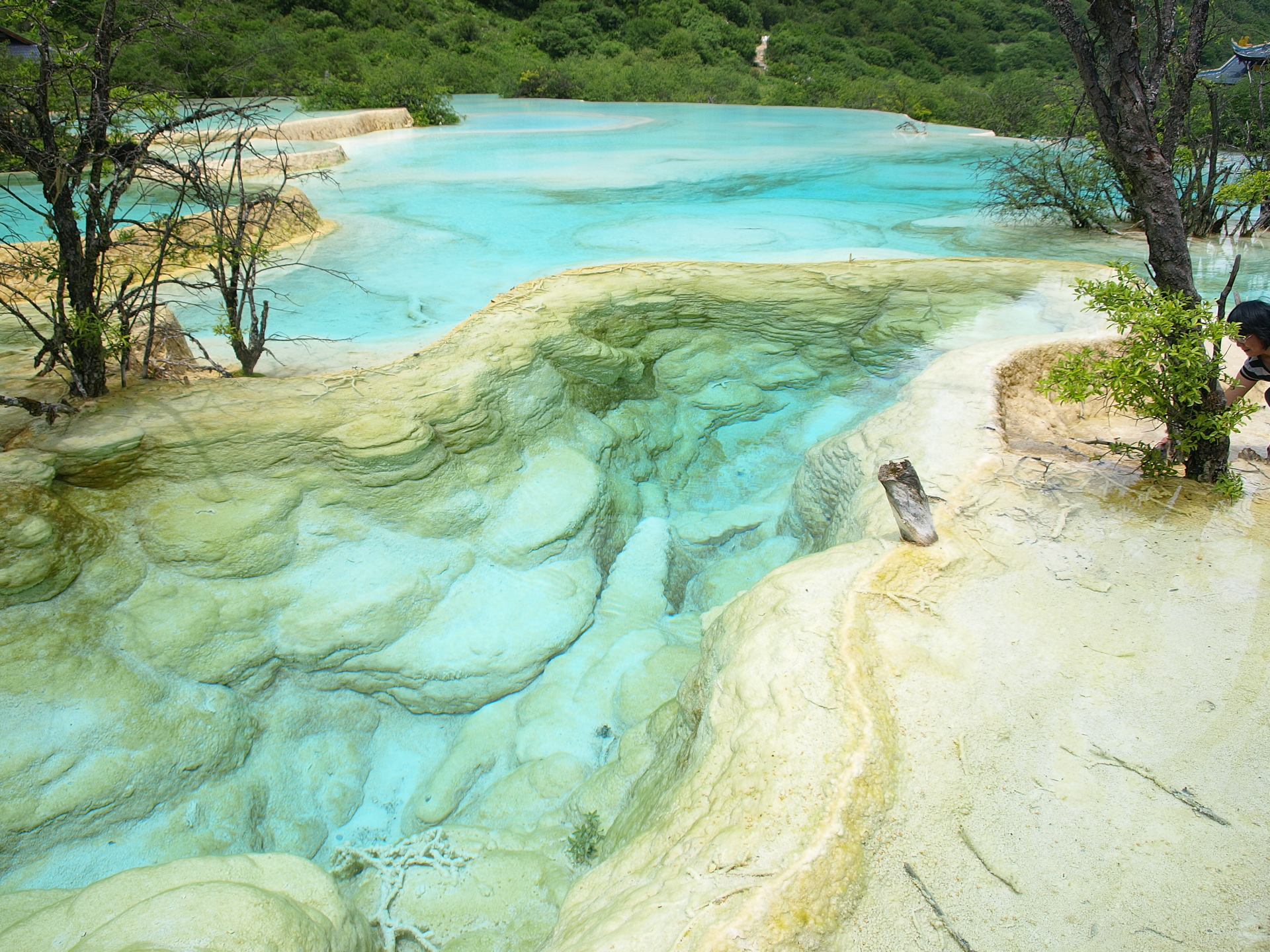
黄龙风景名胜区

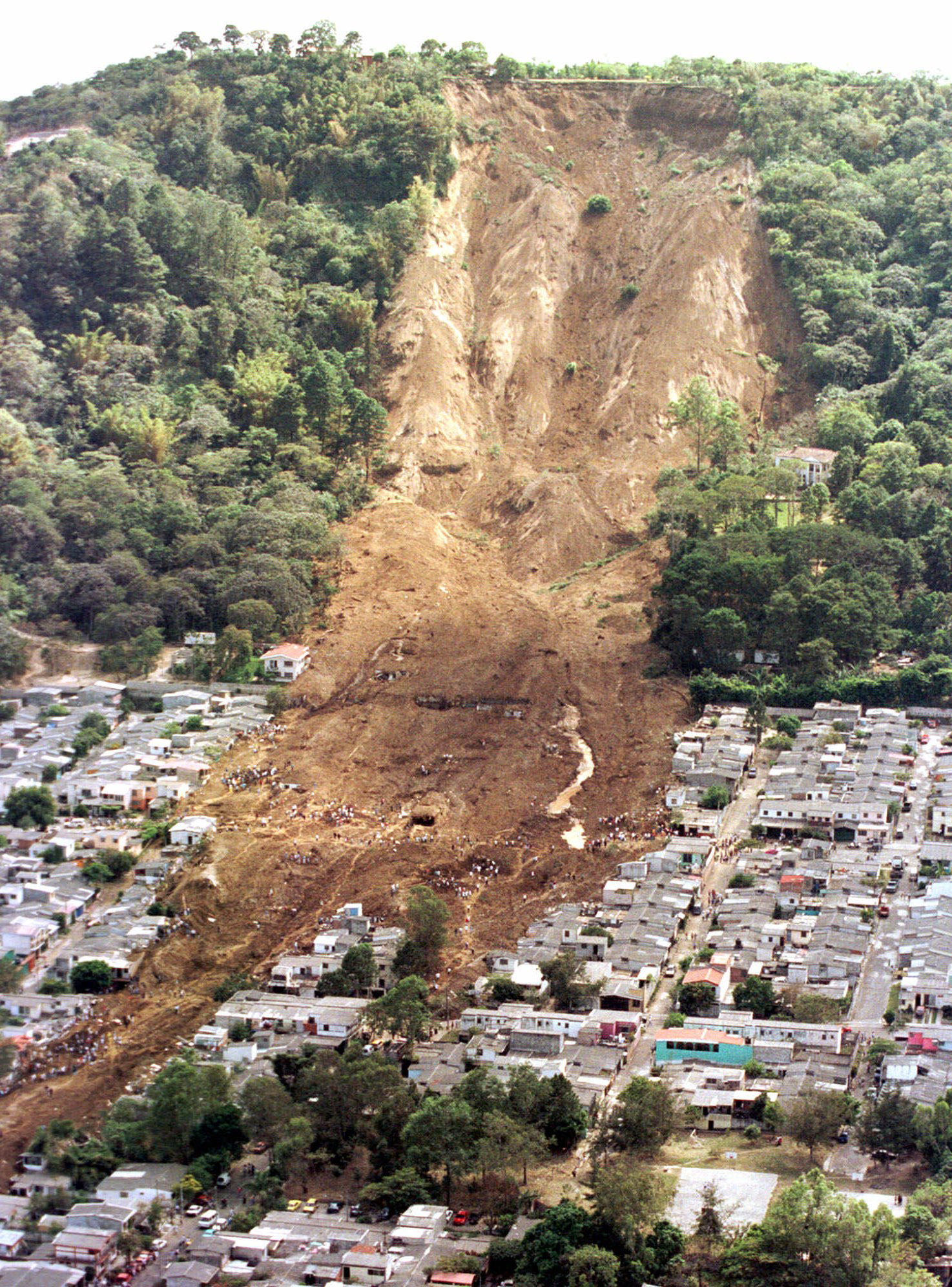
山体滑坡

- 受连续降雨影响，陕西省西安市灞桥区连续发生山体滑坡，共造成32人遇难，5人受伤[212][213]。
- 广西南宁6月1日和9月13日发生2起入室抢劫杀人案，嫌犯自称12岁[214]。
- 河北省石家庄电视台被称“放大扭曲道德观”，遭“停播30日”处罚[215]。
- 下午1时50分左右，四川省一辆隶属九寨运业旅游公司号牌为川U18907大巴旅游车，从从九寨沟开往黄龙景区方向，途径松潘县境内雪山梁下行4公里处时发生侧翻事故，已造成7人死亡，30人受伤[216]。
- 下午5时45分，北京首都机场二号航站楼217停机位失火，无人员伤亡报告[217]。
- 据中国之声报道，“十一五”期间中国稀土储量降幅高达37%[218]。
- 北京市警方侦破一起特大卖淫案，打掉四个犯罪团伙，抓获犯罪嫌疑人112名，其中外籍卖淫女27名[213]。

## 9月16日
- 9月16日，进京上访可能遇强暴，河南伊川男子赵志斐独自游北京，误作“进京上访”被遣返（洛阳赵志斐事件），打伤弃于洛阳街市昏迷不醒[11][12][13]。
- 经过3个月的鏖战，2011年快乐女声总决赛落幕，21岁的云南保山女孩段林希获得冠军，洪辰、刘忻别获第二、三名[6][219][220][221]。
  - 随后湖南卫视承认已被广电总局禁止申请明年举办选秀节目，因为虽然按广电总局要求已经将节目移到晚上10点30分以后，但有几期节目时长超过了90分钟。另据报道，中央电视台选秀节目播出时间，不受广电总局规定影响。[222]
- 凌晨1时许，勇敢司机冒死将起火油罐车开出加油站被烧成重伤，河南省郑州市航海路与城东路交叉口加油站避免了一场重大伤亡火灾事故[223][224]。
- 中国石化于四川发现的元坝气田获国土资源部矿产资源储量评审委员会专家组审定。第一期探明天然气地质储量1,592.53亿立方米，气藏最大埋深6,950米，为迄今为止中国最大海相天然气田[225]。
- 下午2时37分，山西省山阴县中煤金海洋元宝湾煤业有限公司'6103综掘工作面'发生透水事故，确认眼造成7名矿工遇难，另有4人被困井下[226]。
- 北京市门头沟区原副区长闫永喜涉案4,200万元，因贪污罪、受贿罪、挪用公款罪数罪并罚被判无期徒刑[227][228]。
- 京华时报报道：数百人网上联合维权，以短信投票方式抽取观众作原始股东，时至今日被抽取观众仍未获得股东凭证，CCTV《赢在中国》栏目遭诈骗起诉[229]。
- 经济参考报报道：中国内地“公权私化”和“权力寻租”，缺乏有效制度约束。房地产开发商排队送礼，国土部门官员频频落马[230]。
- 北京晨报报道：2011年北京市区县、乡镇二级人大代表换届选举开始，第一次实现城乡“同票同权”[231]。
- 全线长近21公里的陕西西安地铁2号线通车，车票起步价2元，全程最高票价为4元[232]。
- 人民币兑美元中间价6.3797，从上一交易日的6.3878上调81个基点，第一次破6.38关口[233]。
- 河南省南阳市宛城区红泥湾镇小学教师刘翔宇在教室和课堂上强奸猥亵数名幼女，被执行死刑[234][235][236]。
- 广州日报报道：广东省拟对部分地级市城区进行区划改革试点，或撤街道，实行“市—区—社区”“二级政府、三级管理”新体制；或撤市辖区，实行“市—街道—社区”“一级政府、三级管理”新体制[10]。
- 河南省汝阳县人大常委会党组成员田汉文涉嫌“艳照门”事件被开除公职，涉嫌其它问题被移送司法机关处理[237][238]。
- 陕西省武功县商务办（原商贸局）纪委书记张凌雁涉嫌计划生育、年龄造假等问题遭免职[239]。
- 审计署公布9省市2010年度城镇污水垃圾处理专项资金审计结果显示，有近4亿污水垃圾处理资金被滞留闲置，15亿污水垃圾处理与项目建设贷款被用于炒股和借贷[240][241]。
- 晚上，贵州省贵定县落北河中学，14岁初一女生遭到该校5名初三男生强奸；5名男生中年龄最大的17岁，最小的15岁。10月22日，分别处以10至3年有期徒刑[242][243]。

## 9月15日
- 江苏兴化西郊乡女子斗劫匪：骑车抢劫女性，强悍的刘女士使劫匪双双摔断双腿[244]。
- 浙江省海宁市袁花镇因浙江晶科能源公司环境污染问题引发持续3日的群体事件，20人遭逮捕，未发生人员伤亡[245][246]。
- 上海染色馒头案涉案单位上海盛禄食品有限公司生产、销售“柠檬黄”，直接责任人盛禄三、徐剑明和谢维铣3人以生产、销售伪劣产品罪被追究刑事责任[247]。
- 第十六届中国国际生态建筑建材及城市建设博览会在河北省廊坊市国际会议展览中心举行[248]。
- 欧盟委员会对从中国进口的瓷砖征收为期五年的反倾销税，最高税率达69.7%[249]。
- 第一支中国陆军航空兵飞行表演队在首届中国天津国际直升机博览会上亮相[250]。
- 中国广播网转自中国之声记者白宇报道：陕西省神木县非法占用和滥征农民承包土地建“神木新村”，农民告状无门。占用土地涉及4个行政村管辖的12个自然村，占地面积达到15故宫规模[251]。
- 北京晚报报道：被誉为中国“打假斗士”的方舟子爆料，包括4位中国农业大学资深教授在内的6人实名举报，原中国农业大学校长石元春窃取他人研究成果，获得中国科学院、中国工程院和第三世界科学院院士头衔[252]。
- 广东深圳第二次保障房合格申购人选房第一天，现场出现申购者与警察对峙局面[253]。
- 郑州晚报报道：北京市东城区（原崇文区）文物古迹（不可移动文物）柳祖祠和乾泰寺被赵本山的刘老根会馆改造成就餐包厢，历史风貌遭破坏[254]。
- 外交部发言人姜瑜表示，中国支持由利全国过渡委员会行使利比亚在联合国的代表权[255]。
- 江西抚州因拆迁补偿纠纷处理不善引发的5·26连环爆炸案，16名相关责任人受到处罚，其中原临川区区长习东森被行政撤职处留党察看两年处罚，原抚州市中级人民法院院长何大新被引咎辞职[256][257]。
- 香港选举事务处发表2011年正式选民登记册，登记在册的正式选民逾356万名选民，创历年新高[258]。
- 四川泸州龙马潭区石堡湾星光园区金之彩包装厂二楼仓储区发生火灾，无人员伤亡[259]。
- 23时27分，新疆于田县（北纬36.5度，东经82.4度）发生5.5级地震，震源深度约6公里[260]。
- 《东方早报》报道，由李新任总主编、中国社会科学院近代史研究所民国史研究室主持编写，共计36册约2100万字《中华民国史》全部有中华书局出齐[261]。
- 北京大学45乙号宿舍楼一大一新生于宿舍内自缢获救，尚未脱离生命危险，专家称大学新生心理失衡期不容忽视[262][263]。

## 9月14日

世界经济论坛标志

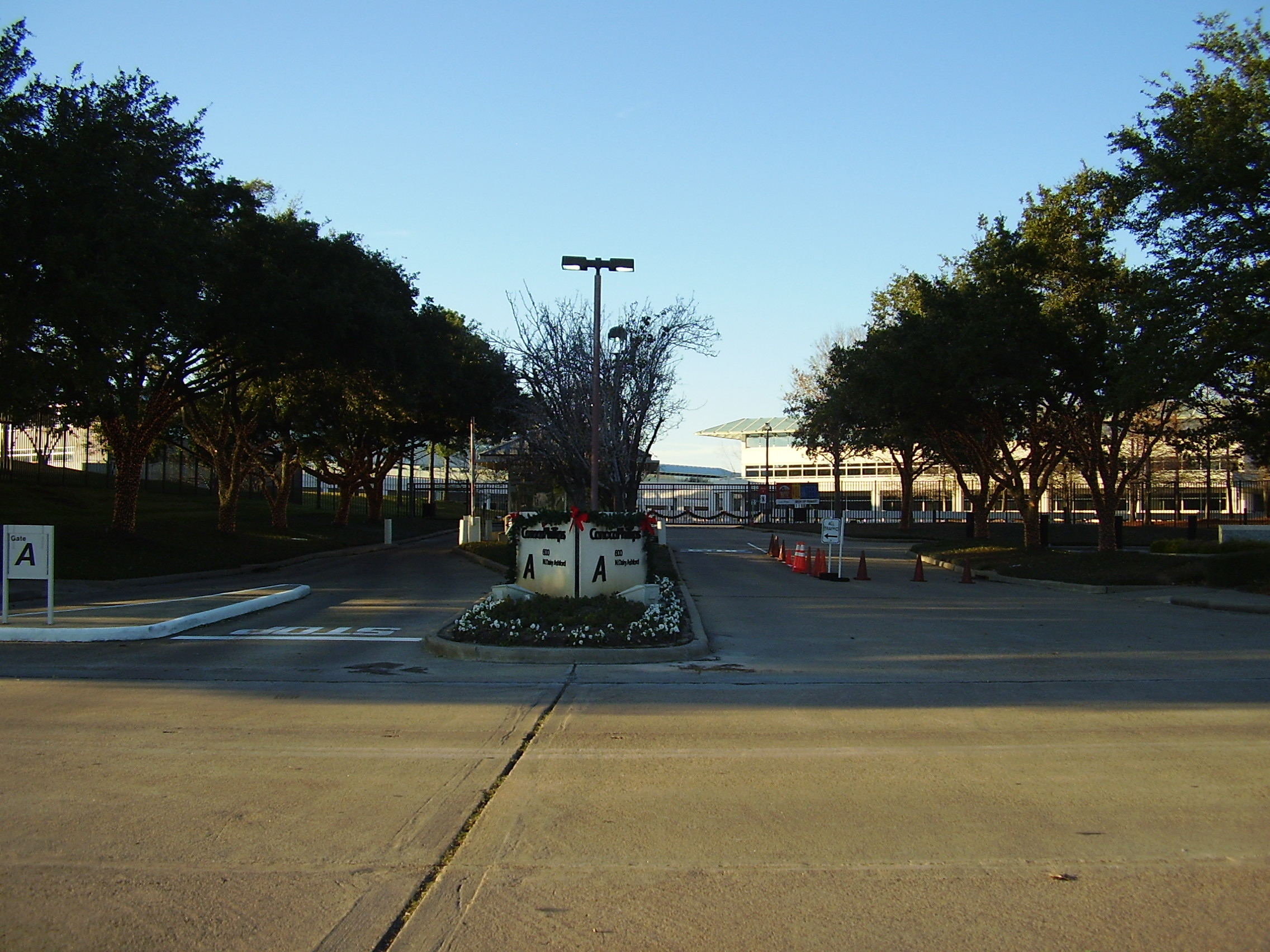
设于美国休斯敦康菲总部

- 原广东南海市置业公司经理李继祥卷走价值4000万元逃亡澳大利亚，以洗钱罪被昆士兰州高级法院判入狱26年；追回赃款382万多美元[264]。
- 世界经济论坛2011年新领军者年会（简称“第五届夏季达沃斯论坛”）于辽宁省大连市开幕[265]。
- 北京至青岛的D337次动车行驶途中多次故障停车[266]。
- 教育部要求普通高校将性心理和恋爱心理等心理健康课纳入大学必修内容[267]。
- 晚8时54分，英业达上海公司职工班车在上海外环线发生侧翻交通事故，至少造成11人亡[268][269]。
- 康菲渤海湾溢油事故风险点仍未彻底查清，C平台附近仍有油花和油带形成，海洋局责令康菲公司彻底封堵溢油源清理油污[270]。
- 陕西省西安市新城警方侦破一起利用地沟油生产销售伪劣食用油案件[271]。

## 9月13日

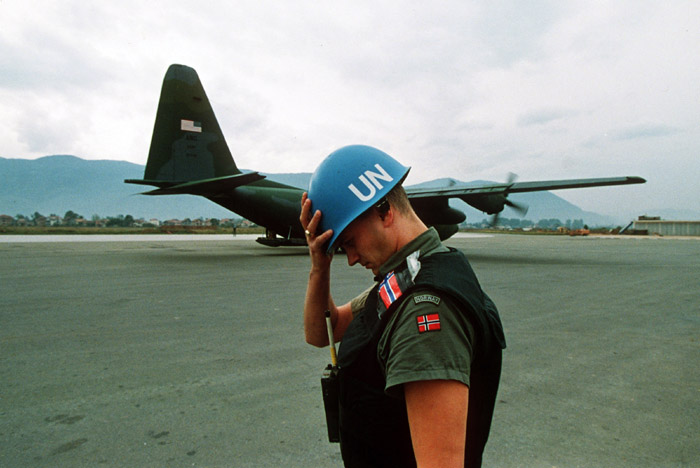
维和官兵风采

- 2011年新疆和田“7·18”暴力袭警主犯阿布都艾尼·玉素甫、“喀什“7·30”连环恐怖袭击案主犯阿不里克木·艾山、穆合太尔·艾山、买买提尼亚孜·吐尔逊共计4人分别被和田地区中级法院、喀什地区中级法院一审判决死刑[272][273]。
- 中国第八批赴黎巴嫩维和部队335名官兵被授予“联合国和平荣誉勋章”[274]。
- 国家工商行政管理总局公布了十大传销网站[275]。
- 财政部于公布数据，2011年１至8月，全国财政收入74,286.29亿元，同比增长30.9％[276]。
- 16时许，湖北省荆州市荆州区紫荆花幼儿园两名４岁女童因滞留校车死亡[277]。

## 9月12日

利比亚全国过渡委员会

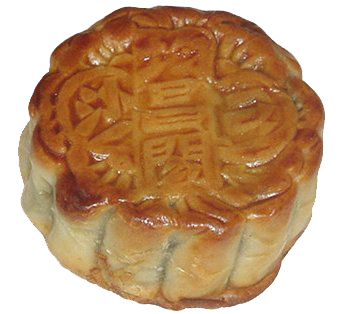
中秋月饼

- 外交部发言人马朝旭表示，中国承认利比亚国家过渡委员会为利比亚执政当局和利比亚人民的代表[278]。
- 在山东省济南市举行的亚洲区预选赛决赛上，中国女足最终以1胜2平2负的成绩列日本、朝鲜、澳大利亚之后，失去2012年伦敦奥运会参赛权[279]。
- 中国广播网报道，公安部破获跨省特大“地沟油”案，经过对山东济南格林生物能源有限公司展开围捕行动，抓获涉案人员32名。该团伙日产精炼地沟油数十吨，全部流入粮油市场[280]。
- 媒体爆料，中秋月饼每斤成本不足8元，售价漫涨至数百元[281]。

## 9月11日
- 宁芜高速公路马鞍山段向山出口附近、由南京至马鞍山方向靠近前进村的高速公路段号牌为苏A49666的客车与一辆号牌为皖E07410的水泥罐车发生追尾侧翻事故，造成9死27伤，死难者最高可获赔50万元[282][283]。

## 9月10日

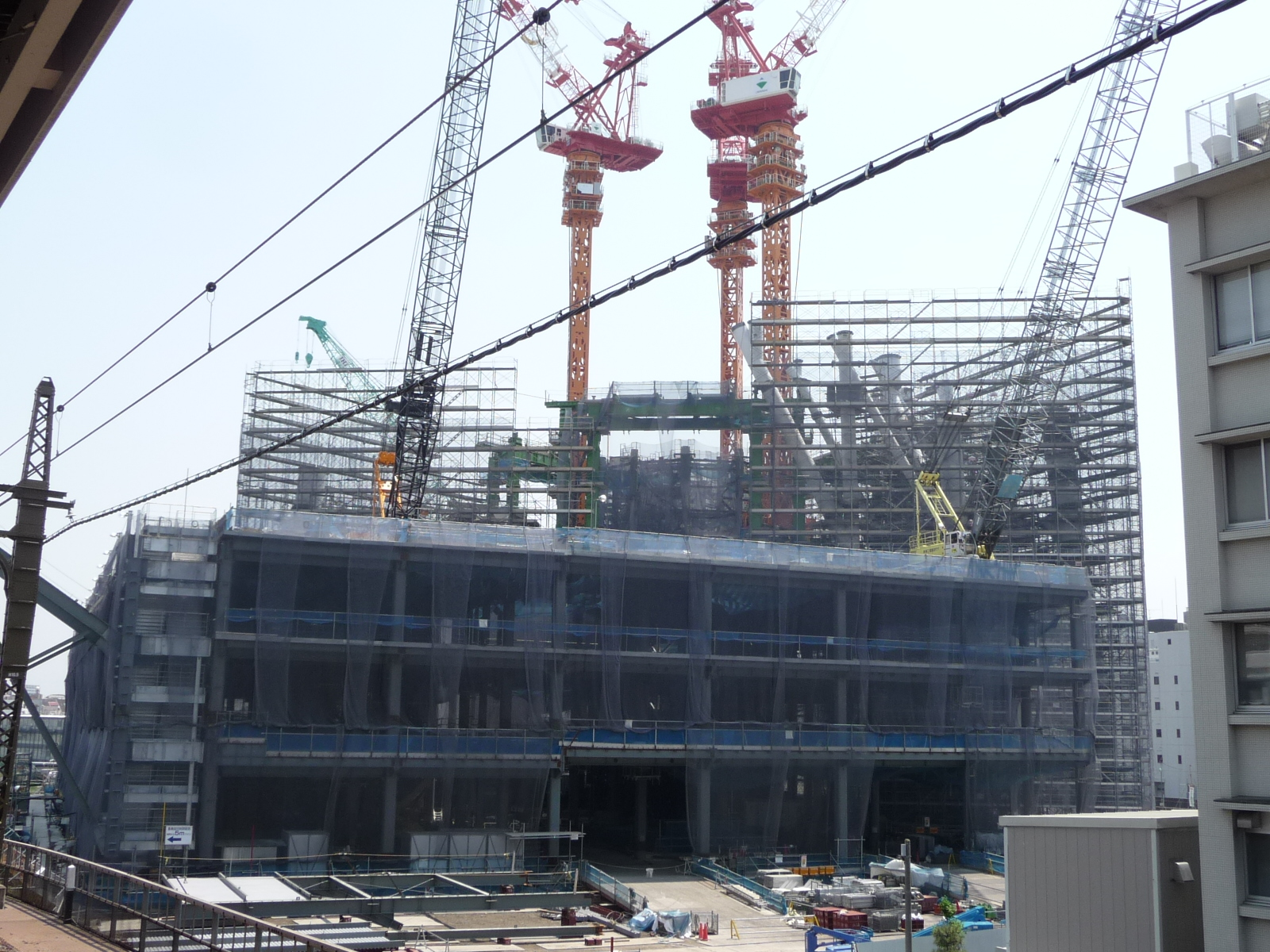
高耸的脚手架

- 河南省长葛市副市长王丽，于家中遇窃贼袭击身亡，疑犯以北抓获[284][285]。
- 第九届全国民族运动会于贵州省贵阳市开幕[286]。
- 陕西省西安市凯旋大厦一期工地发生脚手架坍塌，10人身亡，2人受伤[287][288]。
- 四川省犍为县罗城镇邵承友携7岁儿子邵龙桥，2006年2月4日于南京夫子庙走失于派出所报案后一直寻找未果，2011年9月再次于派出所查询，发现其儿被外国人收养[289][290]。
- 江西省瑞昌市与湖北省阳新县交界地区北纬29.7，东经115.4位置发生发生4.6级地震，震源深度17公里[291]。
- 国家税务总局在提前两个月公示，定于9月将个人所得税起征点由2000元人民币，提升至3500元，而包括上海、天津、厦门在内的多个地区民众反应当局仍按旧起征点收税。面对质疑，当局称计算机“软件未更新”。[292]

## 9月9日

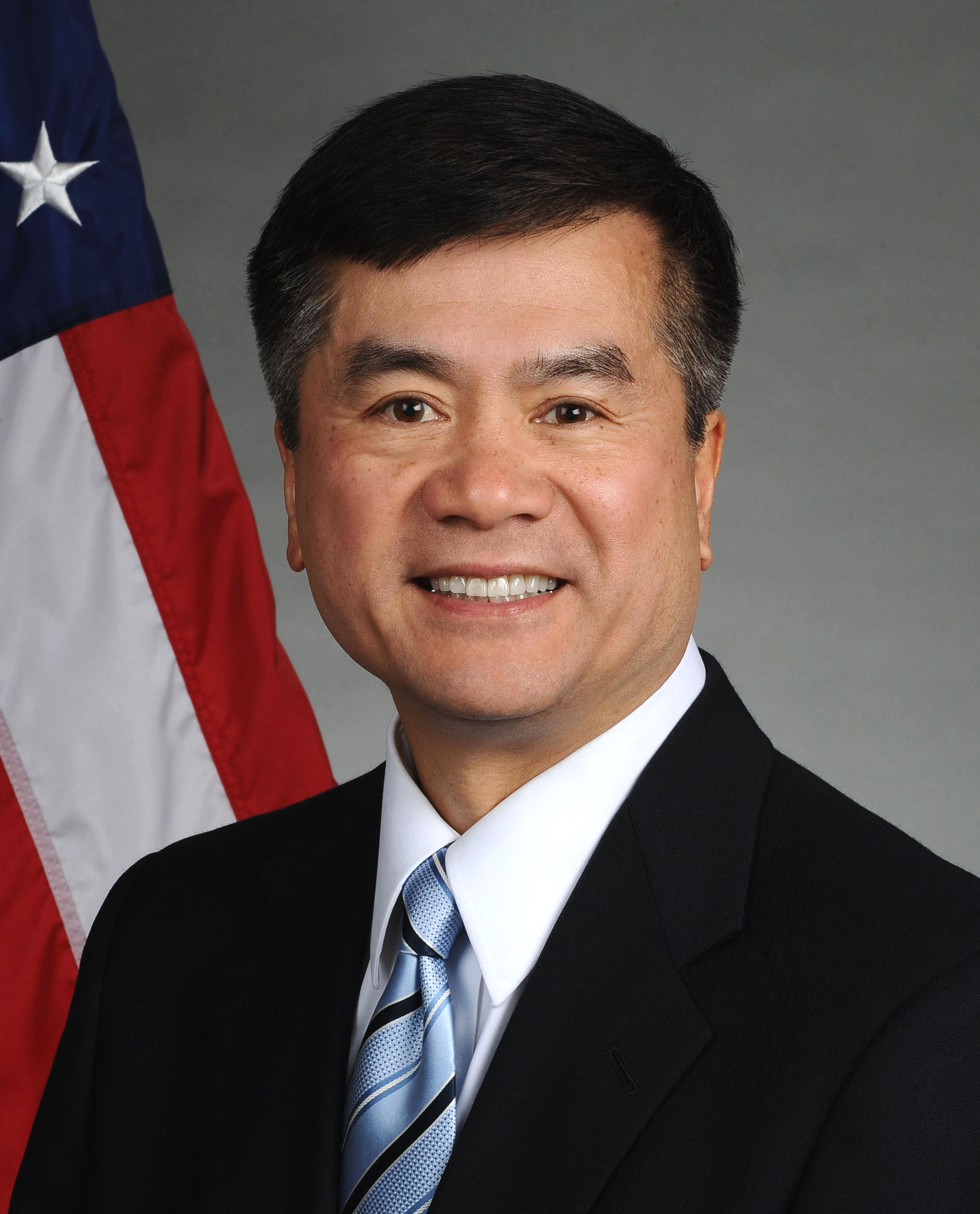
美首位华裔驻华大使骆家辉

- 湖南省邵阳县唐田市镇向茶村夫夷水渡口发生沉船事故，已确认12人遇难[293][294]。
- 财新传媒报道：国家级贫困县湖北省秭归县接待湖北省委第六巡视组，20余天一行13人开销达到80多万元天价接待费用，反腐专家称超标接待导致巡视制度失效[295]。
- 河南省项城市人大常委会副秘书长、办公室副主任刘建立酗酒后大闹项城第二实验中学被解除行政职务[296]。
- 新疆新源县吐尔根乡一矿场发生山体崩塌事故，7人被埋[297][294]。
- 广东省东莞市南城区康大建材有限公司发生电梯坠落事故，20人受伤[298]。
- 强调共同富裕，重庆市国有资产监督管理委员会宣布，国有企业高管与普通员工年收入比控制在10倍以内[299]。
- 北京市住房和城乡建设委员会拟规定征地拆迁户不需摇号可直接选保障房[300]。
- 美国历史上首位华裔驻华大使骆家辉在北京外国语大学进行上任后的第一次公开演讲[301]。
- 最高法院发布通知，严控征地房屋拆迁“强制执行”行为，防止引发恶性事件[302]。
- 江苏省拟推出商品《明码实价规定》，禁止商家赠（返）购物券，赠物价值不得超过所购商品价格的10%，并应当标明赠送品的价格；成交价格按照消费者付款价格减去赠送项目的价值（价格）确定。该规定于2012年1月1日实行[303]。
- 重庆市市长黄奇帆在市国资系统贯彻中共市委三届九次全委会精神大会上讲话称奥巴马刺激经济不如学重庆发展微型企业，赢得与会人员阵阵掌声。[304]
- 广电总局“限娱令”生效，湖南卫视台湾主持人欧弟节目画面，或者被剪，或者被打马赛克。[305]

## 9月8日

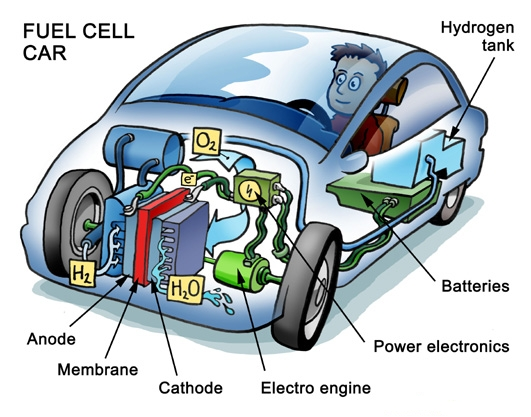
混合动力车辆

- 曾因河北大学10·16交通肇事案（“李刚门事件”即“我爸是李刚”惊人之语出现之后同名网络流行讽刺语）引发的“王朝抢劫案”重申维持原判，王朝犯抢劫罪处有期徒刑13年[306][307][308]。
- 谷歌自2010年3月23日退出中国以来，宣布重返中国内地。其域名google.cn有效期已经延长至2012年3月17日[309][310]。
- 旱情加剧。截至9月8日，中国耕地受旱面积9,358万亩（624万公顷），1,454万人出现饮水困难，其中贵州、云南、四川、重庆和广西等西南5省市区耕地受旱面积合计5,118万亩（341万公顷），有1,264万人饮水困难，国家防总启动抗旱Ⅲ级应急响应应对西南地区灾情[311]。

执行死刑的国家分布(红褐色)

- 2009年11月23日北京大兴黄村李磊灭门案凶手李磊被核准死刑[312]。
- 浙江省卫生厅公布，截止8月底，浙江全省累计报告艾滋病病毒感染者和病人8,339例，1至8月新发现艾滋病病毒感染者和病人1,474例，新增21.5%[313]。
- 福建省厦门、漳州和泉州三市签署厦漳泉大都会区合作框架协议。协议强调建设、发展、管理与考虑“四个统筹”[314]。
- 湖南株洲城区公共汽车全部实现电动化，627辆公交车全部置换为电动与燃油混合动力[315]。
- 共计4卷约123万字的《朱镕基讲话实录》由由人民出版社和中国财经出版社面向社会发行[316]。
- 北京铁人三项世界锦标赛在昌平体育馆开幕[317]
- 突厥斯坦伊斯兰党宣称对新疆7月恐怖袭击负责。[318]

## 9月7日
- 首届APEC林业部长级会议通过的《北京林业宣言》[319]。
- 第十五届中国国际投资贸易洽谈会于福建省厦门开幕，共有108个国家和地区、10个国际组织、636个境外机构组团参会，吴邦国出席开幕式[320]。
- 孙中山故乡广东省中山市南朗镇翠亨村举行翠亨论坛纪念辛亥革命百年[321]。
- 北京市警方破获高达3.98万元作为入门费的“天下良仓公司”特大传销案，涉案金额1,500余万元[322][323]。
- 世界经济论坛发布《2011—2012年全球竞争力报告》，中国内地排名从上年的第27位升至第26位[324]。
- 胡润百富榜发布，三一集团董事长梁稳根以财富700亿元首博中国首富排名[325]。
- 斯诺克选手丁俊晖于2011年斯诺克上海大师赛第一轮以3比5负于英国选手马丁·古尔德遭淘汰[326]。
- 据日本新华侨报网报道，日本福井县54家事务所严重违反日本《劳动基准法》和《劳动安全卫生法》的现象，涉及中国研修生200余人[327]。

## 9月6日

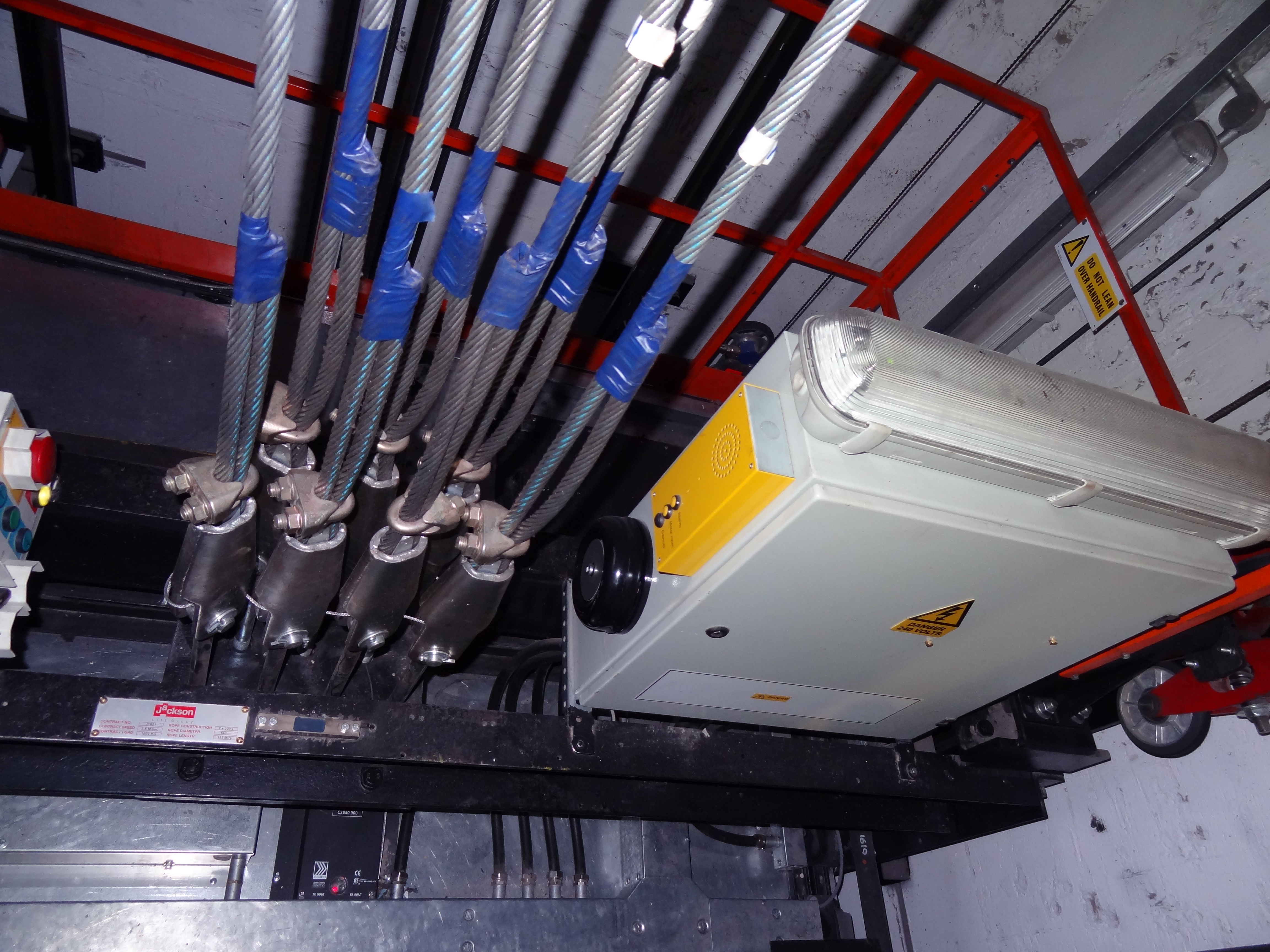
电梯

- 财政部和国家税务总局联合发出通知，2011年全年，高校学生公寓免征房产税和印花税，高校学生公寓住宿费和学生食堂餐饮服务收入免征营业税（财税[2011]78号）。
- 人社部颁布[328]，10月15日施行，规定在中国境内就业外国人须参加社会保险。
- 中国经济周刊报道：辽宁省哈尔滨的“十二五”规划设立的目标为解决保障房问题，保障房是其中的刚性指标之一，预计政府财政净补贴支出100亿元[329]。
- 广东广州正式试行新的房屋征收与补偿标准，对无产权房按同类房屋市场价格的60%进行补偿[330]。
- 陕西省汉中市广厦明珠馨居小区发生电梯坠落事故，导致孕妇婴儿胎死腹中[331]。
- 中国政府发表《中国的和平发展》白皮书，重新界定了中国核心利益的范围。其中“中国宪法确立的国家政治制度和社会大局稳定”、“经济社会可持续发展的基本保障”这两项首次被正式宣布为中国的核心利益[332]。
- 15岁的李双江之子李天一非法驾驶无牌车辆伙同驾驶套用山西号牌车辆的驾驶人苏楠于北京市海淀区西山华府小区寻衅滋事事件，将一对夫妻殴打致伤遭警方刑拘[333]。
- 中国多家航空公司宣布下调航空燃油附加费，800公里以上航线燃油附加费下调10元，800公里及以下航线不做调整[334]。
- 第七届海峡旅游博览会于福建省厦门开幕[335]。
- 河南省固始县运管所滥用行政执法权，以“非法营运”理由扣押载人私家车[336]。
- 中国广播网转自中国之声《新闻晚高峰》报道，四川省成都市仅全长12公里的机场高速收费高达20元[337]。
- 针对美国对中国出口美国轮胎征收惩罚性关税，世界贸易组织上诉机构判定美方所作符合世贸规则[338]
- 媒体爆2010年上海11·15火灾募集善款四千万，灾民仅收四百万。上海市慈善基金会静安区分会回复善款总计5469.92万元，已发放的有2834.7万元，审计结果将全部在媒体公布[339][340]。
- 浙江省德清县一村民小组组长代表村民要求化工厂搬迁，却因涉嫌“敲诈勒索罪”被逮捕。[341]
- 郑州市3少年被骗外省做“奴工”惊魂44天，被抓嫌犯迅速“取保候审”。[342]（参见渭南书案。）

## 9月5日
- 媒体爆高露洁、佳洁士等十几个品牌牙膏含致癌物质三氯生，其中很多未标注含有此成份[343][344][345][346]。
- 媒体报道四川大学老师安石用熊猫粪种培育的“熊猫茶”每斤定价22万元[347][348]。
- 中国青年报报道，陕西省咸阳市中级人民法院受理的一起与陕西瑞康源乳业有限公司（瑞康源公司）有关的案件中涉嫌伪造文书，在已判决的案子案卷中竟增加了一部分内容，其中有一份“永不上诉”的承诺书，最高人民法院称咸阳中院法官涉嫌违纪[349][350]。
- 重庆市工商局通报，重庆三家沃尔玛分店销售假冒产品“绿色猪肉”被罚，5年内被查处20次[351][352]。
- 造成大面积污染的油田溢油事故，事发3个月后才宣布全部停产[353]。
- 9月5日，加拿大《环球邮报》发文指称卡扎菲政府代表团7月16日到访北京后几日内会见了3家中国公司负责人，这些公司同意出售库存武器，外交部新闻发言人姜瑜予以澄清。
- 9月5日，位于吉林省四平市铁东区城东乡房身村二组的长江纸业有限公司一造纸车间发生爆炸坍塌，造成8名工人被埋压，2人遇难[354]。
- 游击队67年借大米，民政局奖励债主；后来发现游击队借黄金的借条，官方：请找国民政府。 [355]

## 9月4日
- QS世界大学排名发布，中华区15所大学入选前300，大陆7所，均居前200；香港5所，台湾3所。入选前100有6所：港中文和港科大分居第36、40位，北大和清华分居第46、47位，台大和复旦分居87、91位[2][3]。
- 云南省曲靖市政府举行的新闻发布会，承诺于2012年底前完成南盘江边堆存的14.84万吨铬渣进行无害化处理和堆渣点的土壤修复工作[356][357]。
- 江苏省盱眙县桂五镇星星社区发生特大杀人案，7人被杀，嫌犯已投案自首[358]。
- 河南电视台都市频道曝光智障奴工产业链。从8月14日起，电视台都市报道频道的一男记者假扮智障人，在驻马店火车站附近闲逛，“迷惑”了物色猎物的奴工经纪人，遂被绑架、卖出。[359]
  - 记者曾报警要求解救智障奴工，警方半小时不理会。[360]

## 9月3日

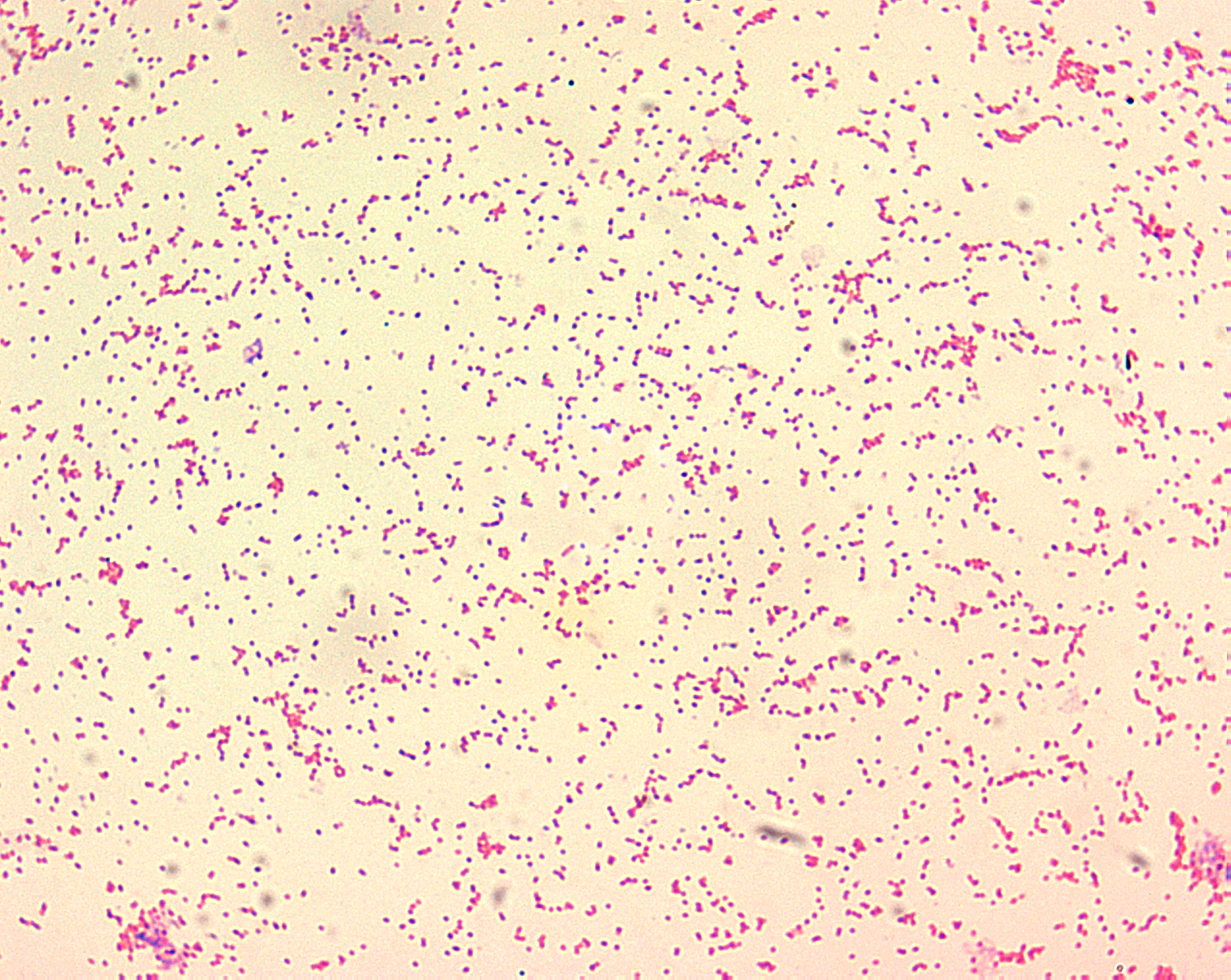
布魯氏菌

- 安徽宿松陈汗乡广福村人刘周晨，于杭州残忍杀害女儿，只为骗取保险[361]。
- 贵州省黔东南苗族侗族自治州旱情严重加剧，一些严重缺水地区稻田稻米基本颗粒无收。[362]
- 中国青年报报道：东北农业大学动物医学院因羊活体解剖学动物实验，应用技术学院5个班级共计27名学生和1名老师感染布鲁氏菌病，其中畜禽生产教育0801班30名学生有16人被感染[363][364]。
- 陕西省乾县姜村镇神坊村32岁怀孕孙秋芳出现紧急情况，送往乾县人民医院后，找不到大夫致母子双亡[365][366]。
- 国家级贫困县陕西省子长县3.04亩土地拍出1.22亿元天价[367]。

## 9月2日

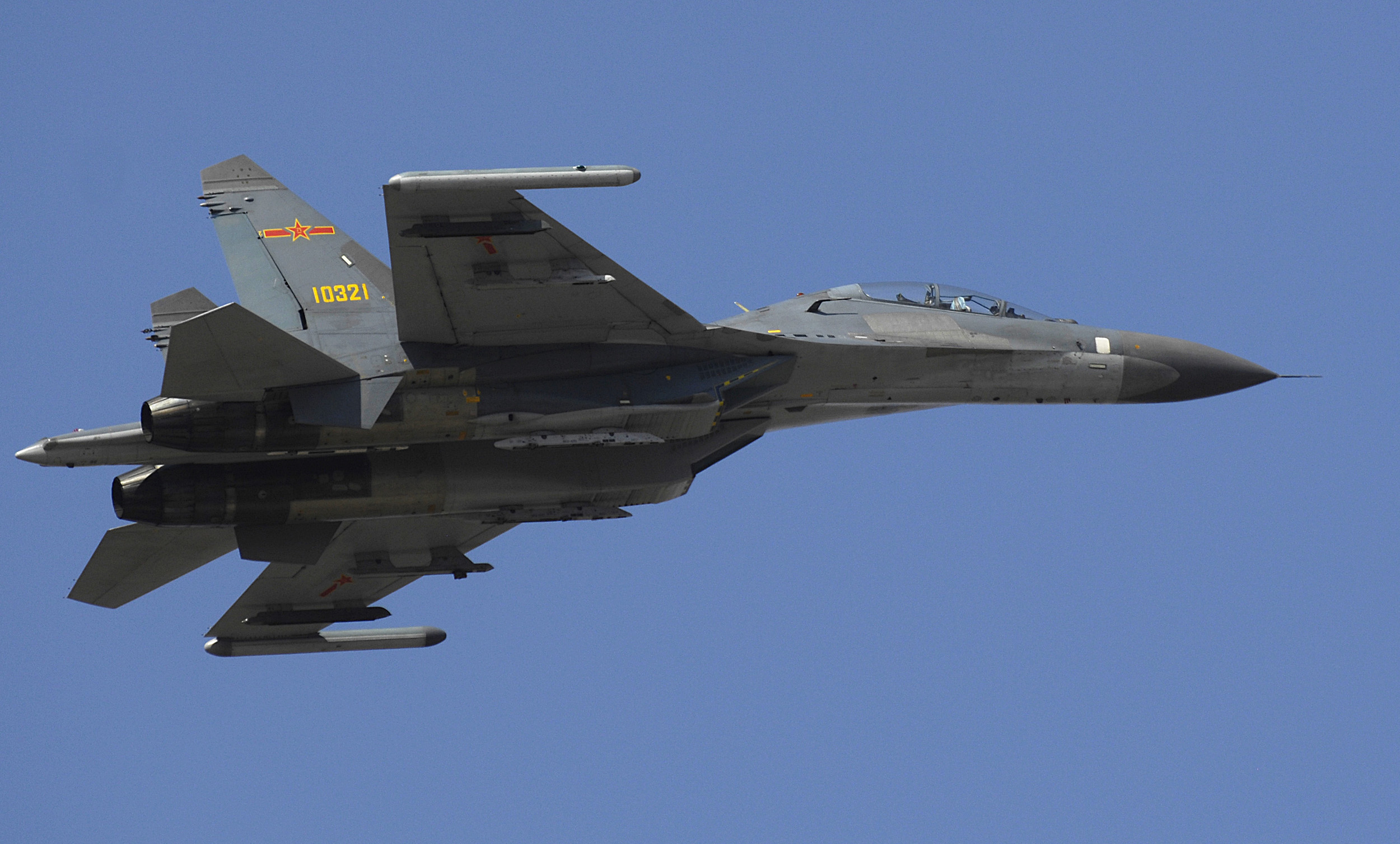
歼-11

- 汶川大地震被埋36天奇迹生还的猪坚强，其6只克隆小猪分别于8月31日、9月2日在华大基因研究院惠东动物实验基地诞生[368]。
- 美国智库詹姆斯敦基金会（Jamestown Foundation（英语：The Jamestown Foundation））在其《中国简报》发文称，6月29日解放军歼-11曾在台海拦截美军U2侦察机，台军方回应纯属意外[369]。
- 中共北京市委宣传部领导突然进入《新京报》和《京华时报》宣布由北京市政府接管当地两大报纸，当局称此举有利于改变北京地区都市报资源分散、同质化竞争严重的局面。[370]
- 中国第一艘常驻西沙群岛及其海域的400吨级大型渔政执法船——中国渔政306船，近日已驶离广州的基地码头，正式开赴西沙群岛执行公务[371][372]。
- 著名海归学者、“千人计划”入选者王志国因论文造假，被加拿大蒙特利尔大学心脏病研究所关闭实验室[373][374]。

## 9月1日

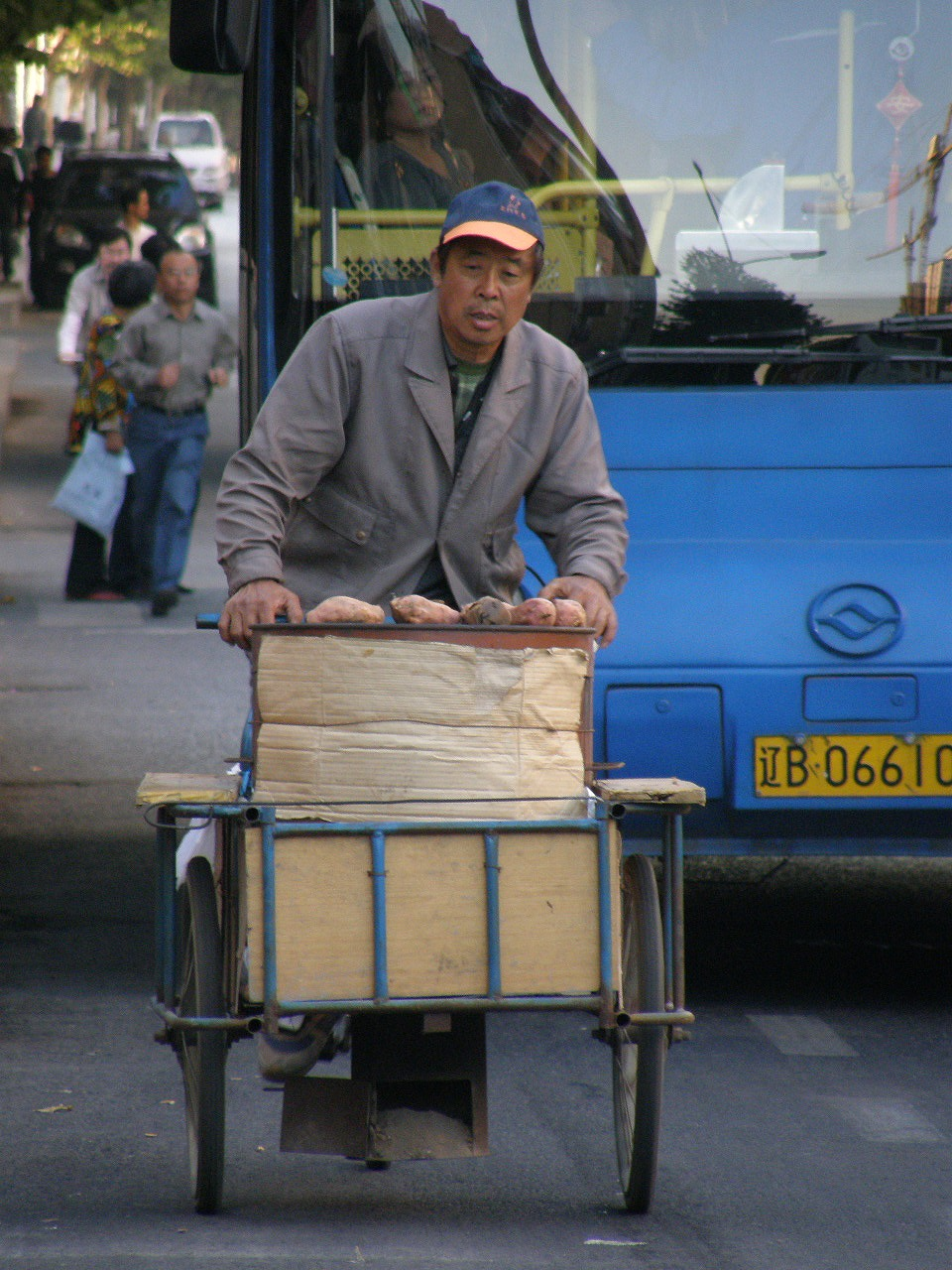
中国农民工

- 月饼保质期从数日到数个月不等，食品添加防腐剂问题遭质疑[375]。
- 浙江宁波江东徐戎社区51岁刘女士，谎称自己患糖尿病、高血压等10余种疾病，配药倒卖赚差价累计金额达到15万元，9月1日10点30分左右与药贩子交易时被民警当场抓获[376]。
- 为期五天的中国首届亚欧博览会于新疆乌鲁木齐开幕，国务院副总理李克强出席[377][378]。
- 湘江枯水期提前，自8月22日以来水位一直往下跌，9月1日8时，长沙站水位25.48米，跌至同期最低水位[379]。
- 受台风南玛都影响，福建省莆田市突降特大暴雨，与引发洪灾和山体滑坡等灾害，死亡2人，仍有4人失踪[380]
- 位于广东广州新电视塔塔顶的全球最高摩天轮投入试运营[381][382]。
- 国家主席胡锦涛向前来国事访问菲律宾总统阿基诺三世提出共同开发南海相关海域。[383]
- “利比亚之友”国际会议在巴黎召开，是中国首次参与以利比亚反对派为主角的国际会议。法国总统萨科奇曾邀请胡锦涛参加，最后中国政府派出外交部副部长翟隽以观察员身份出席。同时，俄罗斯也于当日承认了利比亚反对派政权的合法性，并出席大会。[384]
- 湖北省武汉市副市长袁善腊放高利贷遭原东星航空公司负责人兰世立亲属在京公开实名举报（实名举报袁善腊事件），湖北省纪委回应立案审查[385][386]。
- 陕西省宁陕县免费教育扩至15年，学前3年、中小学教育12年[387]。
- 北京市大兴区30余家农民工幼儿园被迫关闭，因高昂入托费将有数千幼童面临失去学前教育机会[388]。
- 海南省秋季开始，推行全省统一的约150万名中小学学生校服事件广招家长与学生质疑[389][390]。
- 广东省公安厅交管局有关负责人表示，新修订的《广东省道路交通安全条例》，公务员醉驾将会被开除公职[391]。
- 自9月1日起，中国个人所得税起征点调至3500元（人民币）[392][393]。
- 媒体爆河南省宋庆龄基金会大量资金用于放贷，炒豪宅牟暴利[394][395]。
- 广东省广州市一公办幼儿园（西村幼儿园）成为教育乱收费“重灾区”，幼童入托须一次买20多件校服计1,065元[396]。
- 湖南省永州市市民齐晓晖4年前涉嫌伪造身份证被警方调查时遭受刑讯逼供致残。经过四年的申诉，终于得以立案。9月1日，逼供者原特警队长当庭认错。而主审法官则问受害人：“贺毅搞一个工作（岗位）不容易，如果他在经济上补偿你一点（钱），你有什么想法？ ”[397][398]